# Lennart Rappe
Lennart Arvid Vilhelm Rappe, född den 9 mars 1897 i Jäts församling, Kronobergs län, död den 4 februari 1956 i Stockholm, var en svensk friherre och diplomat. Han var son till August Rappe.
Rappe avlade studentexamen i Växjö 1916, juris kandidatexamen vid Uppsala universitet 1919 och filosofie kandidatexamen där 1922. Han tjänstgjorde i Bryssel 1921 och som biträdande sekreterare åt de svenska ombuden vid Nationernas Förbunds församling i Genève 1923. Rappe blev attaché i Utrikesdepartementet sistnämnda år, i Bern och i Wien samma år, i departementet 1924, vid generalkonsulatet i London 1925, attaché i Washington 1926, i Chicago 1927, i Montreal 1927, tillförordnad konsul i Winnipeg 1927, attaché i departementet 1928, tillförordnad andre sekreterare i Utrikesdepartementet 1929, tillfordnad andre vice konsul i London 30, ordinarie andre vice konsul där 1931, tillförordnad förste legationssekreterare i Paris 1934, ordinarie förste legationssekreterare där 1936 och i Lissabon (som tillförordnad chargé d'affaires) 1937, förste sekreterare i Utrikesdepartementet  1939 och förste beskickningssekreterare i disponibilitet 1950. Han blev riddare av Vasaorden 1944.